# 普雷图河畔圣塞巴斯蒂昂
普雷图河畔圣塞巴斯蒂昂是巴西米纳斯吉拉斯州的一个市镇。总面积127.182平方公里，总人口1700人，人口密度13.4人/平方公里。